# Elaphoglossum inciens
Elaphoglossum inciens är en träjonväxtart som beskrevs av John T. Mickel. Elaphoglossum inciens ingår i släktet Elaphoglossum och familjen Dryopteridaceae. Inga underarter finns listade.